# Chorizandra
Chorizandra R.Br. é um género botânico pertencente à família Cyperaceae.

## Espécies
- Chorizandra australis
- Chorizandra cymbaria
- Chorizandra enodis
- Chorizandra involucrata
- Chorizandra multiarticulata
- Chorizandra orientalis
- Chorizandra sphaerocephala